# Gayomard
Gayomard (eller Gayomart) är i iransk och zoroastrisk mytologi urmänniskan (som saknade kön). 
Gayomard levde tillsammans med uroxen i den ursprungliga idealvärlden innan denna förgörs av den onde guden Ahriman. Både Gayomard och uroxen skapades som odödliga varelser men dödas av Ahriman. Gayomards säd fortsatte emellertid att ge ständig återväxt och gav senare upphov till det första människoparet Masya och Masyane.
Ordet Gayomard härstammar från fornpersiskans Gayo som betyder liv och martan som betyder dödlig. Även persiskans ord för "man" (mard) härstammar från fornpersiskans martan.